# Ikastola San Fermín
La Ikastola San Fermín (en euskera y oficialmente: San Fermin Ikastola) es un colegio concertado en la modalidad de ikastola ubicado en la localidad navarra de Cizur Menor (municipio de la Cendea de Cizur). Es la ikastola en funcionamiento más antigua de Navarra, habiendo comenzado a impartir clases en 1970, como escisión de una ikastola previa que existía en Pamplona desde 1965, amparada por la Sociedad de Amigos del País.

## Historia

### Ikastola Uxue
En 1965 se fundaría la primera ikastola en Navarra desde el final de la guerra civil española. Así nació «Uxue Ikastola» en la calle Pozoblanco del Casco Antiguo de Pamplona. Su única profesora inicial fue Mikela Gastesi Berekoetxea una de las fundadoras de la sede de Pamplona de la Sociedad de Amigos del País, que amparó, financió la ikastola y dejó utilizar su sede como espacio educativo. El primer curso de la nueva institución contó con 12 niños.
Para 1969 el centro se había trasladado administrativamente al número 3 de la Plaza de San José de Pamplona, actual Plazuela de San José, al lado de la Catedral y contaba con casi 300 alumnos de ambos sexos que acudían a las aulas de avenida Bayona, Torre Irrintzi y calle Monte Lakartxela.

### Fundación de la Ikastola San Fermín
La rápida expansión del centro creó diferendos entre la sociedad promotora de la ikastola, el nuevo profesorado y nuevos promotores que se iban sumando para apoyar el proyecto educativo en euskera. Por ello, en 1970 llegó la escisión de Uxue Ikastola, dando lugar a la Ikastola San Fermín, que aglutinó a las familias partidarias de romper el patronazgo de la Sociedad de Amigos del País y que reunían a 270 alumnos; mientras que por otro lado quedaron las familias que decidieron mantenerse al amparo de la sociedad y fundaron la Ikastola Paz de Ziganda en Villava con los 37 alumnos que aglutinaban.
La nueva Ikastola San Fermín se formalizó el 2 de abril de 1970 y para su centro alquilaron ocho aulas a los frailes del Seminario Misionero del Verbo Divino de Cizur Menor. Para la formalización se requirió el visto bueno del gobernador civil de Navarra, entonces el aragonés Federico Gerona de la Figuera, figura reacia a la fama de varios de los promotores de la nueva ikastola, por lo que se solicitó la mediación del exalcalde de Pamplona Miguel Javier Urmeneta junto al exjugador de Osasuna y director de la Editorial Aranzadi, Estanis Aranzadi (padre de uno de los alumnos del centro). El gobernador dio el visto bueno con la condición de que éstos ocupasen el puesto de presidente y vicepresidente de la institución, sustituyendo a Ramón Urmeneta (hermano de Miguel Javier) y Javier Cunchillos, que habían sido elegidos por las familias.

### Primeros años en Cizur
En la primera década de existencia de la ikastola San Fermín, el alumnado siguió creciendo al igual que en otras ikastolas. Tal era el ritmo que los administradores debieron volver a contar en 1975 con el alquiler de dos locales en Pamplona, uno fue el ya utilizado anteriormente por la Ikastola Uxue en la calle Monte Lakartxela y otro nuevo en la plaza de Santa Cecilia. En 1976, Carlos Garaikoetxea, presidente de la Junta de la Ikastola, comenzó a negociar la compra completa del seminario a los frailes, acuerdo que culminó en 1978 con la junta encabezada por Javier Barcos, que aceptó la compra del edificio por 89 millones de pesetas (535 000 euros al cambio). Por parte de los frailes del Verbo Divino actuó Gabriel Urralburu, que más tarde se secularizaría y acabaría siendo presidente del Gobierno de Navarra.
En 1978 San Fermín se convirtió en el primer centro navarro en ofrecer enseñanzas de Bachillerato en euskera.

### Ikastola municipal e Ikastola Jaso
El Ayuntamiento de Pamplona anunció durante la Transición su intención de crear una ikastola pública como parte de su apuesta por la educación pública y por el euskera. La nueva institución, llamada Ikastola Municipal de Pamplona, comenzó en el curso 1977-78 e inicialmente preocupó a los administradores de San Fermín, pues varias familias se posicionaron a favor de la iniciativa pública. Finalmente 165 alumnos se trasladaron de San Fermín a la Municipal de Pamplona, pero gracias al aumento generalizado de demanda esto no supuso un contratiempo a la ikastola de Cizur Menor.
Ante la gran demanda, que había excedido la cantidad de plazas ofertadas por todas las ikastolas existentes hasta entonces, San Fermín apoyó la creación de una nueva ikastola que se ubicase en Pamplona (pues hasta entonces las ubicaciones eran en Cizur Menor, Villava [Paz de Ziganda] y la municipal no contaba con centro propio). Así acabó surgiendo en 1980 la Ikastola Jaso, con su primera sede en el barrio de Echavacóiz (más tarde se trasladarían a Mendebaldea).

### Década de 1990
En 1990, San Fermín completó por primera vez el ciclo de los 3 a los 18 años al conseguir el permiso para ofrecer el Curso de Orientación Universitaria. Fue la primera ikastola navarra en hacerlo.
En 1995, coincidiendo con el 25.º aniversario, la junta presidida por Izaskun Arratibel organizó un proyecto que modernizó las instalaciones y ofreció un bachillerato de tres recorridos.

### SigloXXI
Al comenzar el siglo XXI, la Ikastola vivió una ola de jubilaciones de muchos de sus profesionales, al tiempo que ampliaba con una cuarta línea su alumnado de educación secundaria. En 2008 ganó el Concurso Nacional de Buenas Prácticas de Convivencia organizado por el Gobierno de España con su proyecto Elkarbizitzen ikasten (en euskera: Aprendiendo a convivir).
En 2013 se realizó una obra para dotar de un edificio nuevo al alumnado de Infantil y ESO.

## Oferta educativa
La Ikastola San Fermín oferta un servicio educativo de ciclo completo de los 3 a los 18 años del sistema educativo de España: Cubriendo la Educación primaria y la secundaria, teniendo la Educación Secundaria Obligatoria y el Bachillerato (secundaria posobligatoria).

## Centro cultural
Como instituto emblemático de la promoción del euskera en Navarra, la ikastola ha sido la sede de varias ediciones del Nafarroa Oinez, en concreto de las ediciones de los años 2000 y 2012.